# Coupe de la Ligue 2015-2016
La Coupe de la Ligue 2015-2016 è stata la 22ª edizione della manifestazione organizzata dalla LFP. È iniziata l'11 agosto 2015 e si è conclusa il 23 aprile 2016 con la finale allo Stade de France di Saint-Denis.
Il Paris SG ha vinto il trofeo per la sesta volta.
Essendo il Paris SG qualificato alla UEFA Champions League 2016-2017, il posto in UEFA Europa League 2016-2017 è stato attribuito alla squadra quinta classificata in Ligue 1 2015-2016.

## Regolamento
La manifestazione era costituita da sei turni, oltre la finale, tutti a eliminazione diretta.
Ai primi due turni preliminari prendevano parte le 20 squadre iscritte al campionato di Ligue 2 (a eccezione dell'Évian TG, qualificato direttamente al turno successivo) più 3 formazioni provenienti dal Championnat National. Nel terzo turno entravano le 14 squadre di Ligue 1 non teste di serie.
Agli ottavi di finale avveniva l'ingresso delle teste di serie, vale a dire le squadre francesi che partecipano alle coppe europee.

## Partecipanti
Di seguito l'elenco delle partecipanti.

### Ligue 1
- Angers
- Bastia
- Bordeaux
- Caen

- Gazélec Ajaccio
- Guingamp
- Lilla
- Lorient

- Monaco
- Montpellier
- Nantes
- Nizza

- Olympique Lione
- Olympique Marsiglia
- Paris Saint-Germain
- Rennes

- Saint-Étienne
- Stade Reims
- Tolosa
- Troyes

Le squadre in grassetto sono automaticamente qualificate agli ottavi di finale.

### Ligue 2
- Ajaccio
- Auxerre
- Bourg-en-Bresse
- Brest

- Clermont Foot
- Créteil-Lusitanos
- Digione
- Évian TG

- Laval
- Le Havre
- Lens
- Nancy

- Metz
- Nîmes
- Niort
- Paris FC

- Red Star
- Sochaux
- Tours
- Valenciennes

In grassetto la squadra ammessa direttamente al secondo turno.

### Championnat National
- CA Bastia

- Châteauroux

## Calendario
| Fase        | Turno            | Partita unica       |                     |
| ----------- | ---------------- | ------------------- | ------------------- |
| Preliminari | Primo turno      | 11 agosto 2015      | 11 agosto 2015      |
| Preliminari | Secondo turno    | 25 agosto 2015      | 25 agosto 2015      |
| Preliminari | Terzo turno      | 27/28 ottobre 2015  | 27/28 ottobre 2015  |
| Fase Finale | Ottavi di finale | 15/16 dicembre 2015 | 15/16 dicembre 2015 |
| Fase Finale | Quarti di finale | 12/13 gennaio 2016  | 12/13 gennaio 2016  |
| Fase Finale | Semifinali       | 26/27 gennaio 2016  | 26/27 gennaio 2016  |
| Fase Finale | Finale           | 23 aprile 2016      | 23 aprile 2016      |

## Preliminari

### Primo turno
| Squadra 1      | Risultato         | Squadra 2          |
| -------------- | ----------------- | ------------------ |
| 11 agosto 2015 |                   |                    |
| Laval          | 1 - 0             | Nîmes1             |
| Auxerre        | 1 - 0             | Red Star1          |
| Brest          | 2 - 2 (3 - 5 dtr) | Bourg-en-Bresse2   |
| Nancy          | 2 - 1             | Châteauroux1       |
| Paris FC       | 1 - 2 (dts)       | Metz2              |
| Valenciennes   | 1 - 3             | Clermont Foot2     |
| Sochaux        | 3 - 2             | Niort1             |
| Le Havre       | 1 - 2             | CA Bastia2         |
| Lens           | 0 - 0 (2 - 4 dtr) | Ajaccio2           |
| Orléans        | 1 - 2             | Tours2             |
| Digione        | 3 - 3 (4 - 3 dtr) | Créteil-Lusitanos1 |

### Secondo turno
| Squadra 1       | Risultato         | Squadra 2      |
| --------------- | ----------------- | -------------- |
| 25 agosto 2015  |                   |                |
| Digione         | 2 - 0             | Metz1          |
| Évian TG        | 3 - 2             | Clermont Foot1 |
| Tours           | 2 - 0             | Sochaux1       |
| CA Bastia       | 1 - 1 (0 - 3 dtr) | Auxerre2       |
| Ajaccio         | 1 - 2 (dts)       | Laval2         |
| Bourg-en-Bresse | 0 - 0 (5 - 4 dtr) | Nancy1         |

### Terzo turno
| Squadra 1        | Risultato         | Squadra 2    |
| ---------------- | ----------------- | ------------ |
| 27 ottobre 2015  |                   |              |
| Évian TG         | 2 - 2 (4 - 5 dtr) | Laval2       |
| Tours            | 1 - 0             | Angers1      |
| Bastia           | 0 - 1             | Rennes2      |
| 28 ottobre 2015  |                   |              |
| Digione          | 2 - 1             | Stade Reims1 |
| Bourg-en-Bresse  | 3 - 2 (dts)       | Nantes1      |
| Caen             | 1 - 2             | Nizza2       |
| Lorient          | 3 - 2             | Montpellier1 |
| Lilla            | 2 - 1             | Troyes1      |
| Tolosa           | 3 - 3 (2 - 1 dtr) | Auxerre1     |
| 25 novembre 2015 |                   |              |
| Gazélec Ajaccio  | 0 - 1 (dts)       | Guingamp2    |

## Fase finale

### Ottavi di finale
| Squadra 1           | Risultato         | Squadra 2            |
| ------------------- | ----------------- | -------------------- |
| 15 dicembre 2015    |                   |                      |
| Lilla               | 1 - 0             | Laval1               |
| Lorient             | 3 - 0             | Digione1             |
| Guingamp            | 2 - 2 (4 - 3 dtr) | Nizza1               |
| Rennes              | 1 - 3             | Tolosa2              |
| 16 dicembre 2015    |                   |                      |
| Bordeaux            | 3 - 0             | Monaco1              |
| Bourg-en-Bresse     | 2 - 3             | Olympique Marsiglia2 |
| Olympique Lione     | 2 - 1             | Tours1               |
| Paris Saint-Germain | 1 - 0             | Saint-Étienne1       |

### Quarti di finale
| Squadra 1           | Risultato         | Squadra 2            |
| ------------------- | ----------------- | -------------------- |
| 12 gennaio 2016     |                   |                      |
| Bordeaux            | 2 - 0             | Lorient1             |
| 13 gennaio 2016     |                   |                      |
| Tolosa              | 2 - 1 (dts)       | Olympique Marsiglia1 |
| Guingamp            | 0 - 0 (2 - 4 dtr) | Lilla2               |
| Paris Saint-Germain | 2 - 1             | Olympique Lione1     |

### Semifinali
| Squadra 1           | Risultato | Squadra 2 |
| ------------------- | --------- | --------- |
| 26 gennaio 2016     |           |           |
| Lilla               | 5 - 1     | Bordeaux1 |
| 27 gennaio 2016     |           |           |
| Paris Saint-Germain | 2 - 0     | Tolosa1   |

### Finale
| Arbitro: | Buquet |

|                          |           |            |
| Pastore 40’ Di María 74’ | Marcatori | 49’ Sidibé |

| Paris SG | Lilla |

#### Formazioni
| Paris Saint-Germain (4-3-3) |    |                    |          |     |
|                             |    |                    |          |     |
| P                           | 30 | Salvatore Sirigu   |          |     |
| D                           | 2  | Thiago Silva (c)   |          |     |
| D                           | 5  | Marquinhos         |          |     |
| D                           | 19 | Serge Aurier       |          |     |
| D                           | 20 | Layvin Kurzawa     | 19’      |     |
| C                           | 14 | Blaise Matuidi     |          |     |
| C                           | 25 | Adrien Rabiot      | 47’, 70’ |     |
| C                           | 27 | Javier Pastore     |          | 79’ |
| A                           | 7  | Lucas              |          | 75’ |
| A                           | 10 | Zlatan Ibrahimović |          |     |
| A                           | 11 | Ángel Di María     |          | 90’ |
| A disposizione:             |    |                    |          |     |
| P                           | 1  | Nicolas Douchez    |          |     |
| D                           | 17 | Maxwell            |          |     |
| D                           | 32 | David Luiz         |          | 79’ |
| C                           | 4  | Benjamin Stambouli |          |     |
| C                           | 6  | Marco Verratti     |          | 75’ |
| A                           | 9  | Edinson Cavani     |          | 90’ |
| A                           | 35 | Hervin Ongenda     |          |     |
| Allenatore:                 |    |                    |          |     |
| Laurent Blanc               |    |                    |          |     |

| Lilla (4-3-3)      |    |                   |     |     |
|                    |    |                   |     |     |
| P                  | 1  | Vincent Enyeama   |     |     |
| D                  | 2  | Sébastien Corchia |     |     |
| D                  | 19 | Djibril Sidibé    |     |     |
| D                  | 23 | Adama Soumaoro    |     |     |
| D                  | 25 | Marko Baša        |     |     |
| C                  | 6  | Ibrahim Amadou    | 70’ |     |
| C                  | 8  | Mounir Obbadi     |     |     |
| C                  | 24 | Rio Mavuba (c)    |     | 77’ |
| A                  | 7  | Sofiane Boufal    |     |     |
| A                  | 31 | Morgan Amalfitano |     |     |
| A                  | 39 | Éder              |     |     |
| A disposizione:    |    |                   |     |     |
| P                  | 16 | Steeve Elana      |     |     |
| D                  | 13 | Stophira Sunzu    |     |     |
| D                  | 18 | Franck Béria      |     |     |
| C                  | 4  | Florent Balmont   |     |     |
| C                  | 32 | Marcos Lopes      |     | 77’ |
| A                  | 9  | Yassine Benzia    |     |     |
| A                  | 22 | Gadji Tallo       |     |     |
| Allenatore:        |    |                   |     |     |
| Frédéric Antonetti |    |                   |     |     |

## Statistiche

### Classifica marcatori
| Gol |  |  | Giocatore         | Squadra         |
| --- |  |  | ----------------- | --------------- |
| 6   |  |  | Lakdar Boussaha   | Bourg-en-Bresse |
| 5   |  |  | Wissam Ben Yedder | Tolosa          |
| 4   |  |  | Alexandre Mendy   | Nizza           |
| 3   |  |  | Loïs Diony        | Digione         |
| 3   |  |  | Wesley Jobello    | Clermont        |